# Новониколаевка (Иланский район)
Новониколаевка — село в Иланском районе Красноярского края. Административный центр Новониколаевского сельсовета.

## География
Село находится в восточной части края, в пределах Канско-Рыбинской котловины, при Южно-Сибирской железнодорожной магистрали, на расстоянии приблизительно 48 километров (по прямой) к юго-юго-востоку (SSE) от Иланского, административного центра района. Абсолютная высота — 324 метра над уровнем моря.
Климат
Климат характеризуется как резко континентальный, с продолжительной морозной зимой и коротким тёплым летом. Абсолютный максимум температуры воздуха составляет 38 °C; абсолютный минимум — −53 °C. Продолжительность безморозного периода составляет в среднем 95 дней. Среднегодовое количество атмосферных осадков составляет 422 мм, из которых большая часть выпадает в тёплый период (максимально в июле -августе).

## История
Основано в 1906 году. По данным 1926 года в деревне Ново-Николаевке имелось 53 хозяйства и проживало 300 человек (146 мужчин и 154 женщины). В национальном составе населения того периода преобладали русские. Функционировала школа I ступени. В административном отношении являлась центром Ново-Николаевского сельсовета Амонашевского района Канского округа Сибирского края.

## Население
| 2010 |
| ---- |
| 1471 |

Половой состав
По данным Всероссийской переписи населения 2010 года в гендерной структуре населения мужчины составляли 47,7 %, женщины — соответственно 52,3 %.
Национальный состав
Согласно результатам переписи 2002 года, в национальной структуре населения русские составляли 95 % из 1555 чел.